# Figline Vegliaturo
Figline Vegliaturo este o comună din provincia Cosenza, regiunea Calabria, Italia, cu o populație de 1.124 locuitori (1 ianuarie 2023) și o suprafață de 4,16 km².

## Demografie
Figline Vegliaturo - evoluția demografică

|  | Graficele sunt indisponibile din cauza unor probleme tehnice. Mai multe informații se găsesc la Phabricator și la wiki-ul MediaWiki. |

Date: Recensăminte sau birourile de statistică - grafică realizată de Wikipedia

## Personalități născute aici
- Rocco Granata (n. 1938), acordeonist belgian.